# Лухоть
Лухоть — река в России, протекает по Шекснинскому и Вологодскому районам Вологодской области. Устье реки находится в 31 км от устья реки Масляной по правому берегу. Длина реки составляет 15 км.
Исток Лухоти находится в 7 км к юго-западу от посёлка Кипелово и в 50 км к западу от Вологды. Верхнее течение проходит по территории Шекснинского района, среднее и нижнее — по территории Вологодского.
Генеральное направление течения — северо-восток, крупных притоков — нет. Течёт по лесистой, малонаселённой местности. Близ устья реки находится крупная деревня Горка.

## Данные водного реестра
По данным государственного водного реестра России относится к Двинско-Печорскому бассейновому округу, водохозяйственный участок реки — Северная Двина от начала реки до впадения реки Вычегда, без рек Юг и Сухона (от истока до Кубенского гидроузла), речной подбассейн реки — Сухона. Речной бассейн реки — Северная Двина.
Код объекта в государственном водном реестре — 03020100312103000006387.